# Sutatenza (ort)
Sutatenza är en ort i Colombia.   Den ligger i departementet Cundinamarca, i den centrala delen av landet, 80 km nordost om huvudstaden Bogotá. Sutatenza ligger 1 856 meter över havet och antalet invånare är 827.
Terrängen runt Sutatenza är kuperad norrut, men söderut är den bergig. Runt Sutatenza är det ganska glesbefolkat, med 27 invånare per kvadratkilometer. Närmaste större samhälle är Guateque, 4,1 km sydväst om Sutatenza. Omgivningarna runt Sutatenza är en mosaik av jordbruksmark och naturlig växtlighet.